# Keenan Wynn
Keenan Wynn (New York, 27 juli 1916 – Brentwood, Los Angeles, 14 oktober 1986) was een Amerikaanse acteur.

## Levensloop en carrière
Wynn werd geboren als zoon van acteur en komiek Ed Wynn (1886-1966) en zijn vrouw Hilda Keenan. Zijn grootvader Frank Keenan was acteur in het stommefilmtijdperk. Zijn artiestennaam was een combinatie van de achternamen van zijn ouders. In 1942 maakte hij zijn filmdebuut in Somewhere I'll Find You met Clark Gable en Lana Turner. In de jaren 40 speelde hij nog in veel grote films, zoals het met een Oscar voor beste muziek bekroonde Since You Went Away (1944) met Claudette Colbert, Week-End at the Waldorf (1945) met Ginger Rogers, The Hucksters met Clark Gable, Ava Gardner en de debuterende Deborah Kerr, Song of the Thin Man met William Powell en Neptune's Daughter met Esther Williams.
Ook in de jaren 50 bleef hij een veelgevraagd acteur. Hij acteerde onder meer in Royal Wedding naast Fred Astaire en The Man in the Gray Flannel Suit naast Gregory Peck. Johnny Concho en A Hole in the Head waren twee films met Frank Sinatra.
In de jaren 60 speelde hij onder meer in Dr. Strangelove or: How I Learned to Stop Worrying and Love the Bomb naast Peter Sellers en The Great Race naast Tony Curtis. Met John Wayne speelde hij in The War Wagon en ook in Once Upon a Time in the West had hij een belangrijke bijrol.
In de jaren 70 ging hij meer in komedies spelen, zoals in Herbie Rides Again. Ook in de horrorfilm Piranha verscheen Wynn. Zijn laatste films dateren van begin jaren 80, zoals Just Tell Me What You Want met een oudere Myrna Loy.
Wynn was tot 1947 gehuwd met Eve Lynn Abbott (1914-2004). Ze hadden drie kinderen. In 1986 overleed Wynn op 70-jarige leeftijd. Hij is begraven op Forest Lawn Memorial Park.

## Beknopte filmografie
- Somewhere I'll Find You (1942)
- Since You Went Away (1944)
- Week-End at the Waldorf (1945)
- The Hucksters (1947)
- Song of the Thin Man (1947)
- B.F.'s Daughter (1947)
- Neptune's Daughter (1949)
- Annie Get Your Gun (1950)
- Royal Wedding (1951)
- Fearless Fagan (1952)
- Phone Call from a Stranger (1952)
- Kiss Me Kate (1953)
- The Long, Long Trailer (1954)
- The Man in the Gray Flannel Suit (1956)
- Johnny Concho (1956)
- The Deep Six (1958)
- A Hole in the Head (1959)
- Dr. Strangelove or: How I Learned to Stop Worrying and Love the Bomb (1964)
- The Great Race (1965)
- The War Wagon (1967)
- Once Upon a Time in the West (1968)
- Herbie Rides Again (1974)
- The Shaggy D.A. (1976)
- Orca (1977)
- Piranha (1978)
- Just Tell Me What You Want (1980)

- Bibsys: 3074617
- Biblioteca Nacional de España: XX1514573
- Bibliothèque nationale de France: cb139013068 (data)
- Gemeinsame Normdatei: 119001594
- International Standard Name Identifier: 0000 0000 8079 5958
- Library of Congress Control Number: n86041332
- MusicBrainz: 2ceb7034-3828-40e1-9fff-2976d56d51e7
- Nationale Bibliotheek van Israël: 987007445210305171
- Nederlandse Thesaurus van Auteursnamen: 073183040
- SNAC: w69k4whg
- Système universitaire de documentation: 073981524
- Trove: 1194531
- Virtual International Authority File: 197999
- WorldCat: E39PBJd88WbdD7YFRHfYf7hj4q